# 越南裔柬埔寨人
越南裔柬埔寨人（越南语：／）即在柬埔寨定居的越南人，或擁有越南人血統的柬埔寨人。當代的越南裔柬埔寨居民多數是法國殖民時期的移民、1979年至1989年柬埔寨人民共和國當政期間的移民和他們的後代，他們多數在洞里薩湖、湄公河沿岸地區和鄰近越南的省份定居。
越南人最早在19世紀初阮主時代到當代的柬埔寨領土定居。1970年高棉共和國至1979年赤柬倒台期間，越南人成為了大規模種族屠殺的目標，令數千名越南人遇害，並引致大量越南人到越南逃難。自1990年代起，越南人也成為了反對黨仇外攻擊的對象。在柬埔寨，高棉人和越南人之間的關係很惡劣，而由於越南人大多沒有柬埔寨國籍，因此他們很難接受教育，求職和購置物業。都是無國籍居民，他們在接受教育、就業和置業這幾方面都遇到困難。

## 歷史
自1620年代起，越南僑民便開始在當代越南南部和胡志明市定居。柬埔寨人把這個地區稱為下高棉（Kampuchea Krom），傳統而言這裏是高棉帝國的領土，卻在吉·哲塔二世在位期間（1618年－1627年）落入廣南阮主的控制。1813年，阮朝將領黎文悅在徵得嘉隆帝同意後派兵10000人進入金邊，帶同之前被得到暹羅（今泰國）支持的王弟推翻的安贊二世回國復位，並確立越南對柬埔寨的保護權。阮朝朝廷下令要求柬埔寨民眾遵循越南的風俗，並以當地省市的越南文名稱取代原有的地名。阮朝鼓勵越南人移居柬埔寨，而越南朝廷公文顯示，在1830年代，每年平均有5000名越南人移民柬埔寨。阮朝朝廷實施的政策引起了柬埔寨民眾的不滿，更成為數次起事的起因。
柬埔寨的法國殖民政府在1880年向當地的越南裔居民賦予公民地位，而越南人也在隨後50年內大舉移民到柬埔寨。根據法國殖民當局進行的人口普查，1860年代當地只有約4500個越南人，到了1930年代末卻已經大幅增加到約20萬人。1940年日軍入侵法屬印度支那期間，身在柬埔寨的越南民族主義者曾一度嘗試攻擊法國殖民官員，但不成功。柬埔寨在1953年獨立後一年（1954年）頒布新國籍法，把高棉語能力和民族出身定為當地的入籍標準，因此該法律成功阻止當地越南人和華人加入柬埔寨國籍。當地越南人有時也會在基層社區被柬埔寨人以暴力恐嚇。1962年，人民社會同盟召開大會，與會政客辯論的其中一個議題就是柬埔寨少數民族的國籍問題，最後大會通過了一份決議案，內容是拒絕當地越南裔居民歸化入籍。
朗諾在1970年發動政變，廢除君主制，並建立高棉共和國。當時高棉共和國政府發起宣傳運動，把柬埔寨的越南人說成是越共游擊隊的特務。當時約有3萬名當地越南人被當局逮捕，並在監獄處決，另外還有200萬名越南人被遣返回越南。5年後（1975年）赤柬奪權時，仍在柬埔寨定居的越南人約有200－250萬人。當中有四分之三的越南人被驅逐到越南，剩下的2萬人都留下來，他們都是柬越混血兒，卻在赤柬統治時期被當局殺害或死於大屠殺。到了1979年越南軍隊攻入柬埔寨的時候，幾乎所有當地越南人都已經被殺或者流離失所。越南扶植成立柬埔寨人民共和國新政權，而這個新政府也委任越南人擔任顧問。柬埔寨人民共和國政府在1983年制定鼓勵本來住在柬埔寨的越南人回到柬埔寨定居的官方政策，而且由於當時限制越南移民湧入柬埔寨的邊境檢查措施不嚴，因此在柬埔寨無親無故的越南人也能夠來到該國定居。柬埔寨人民共和國政府承認越南人是官方認定的少數民族，而當地越南人人口較多的地區也成立了越南僑民社團。在1990年越南從柬埔寨撤軍之前，柬埔寨人民共和國政府還會為這些越南人簽發身分證。
自1992年起，柬埔寨过渡时期联合国权力机构（聯柬機構）一方面創造了新的就業機會，引來越南裔移民工到柬埔寨應徵有關的職缺，另一方面又准許註冊政黨開設辦事處，而奉辛比克黨和佛教自由民主黨等政黨也在同時開始向民眾宣揚反越南情緒，以爭取選民在1993年大選中投票支持這些政黨。控制柬埔寨西北部地區的赤柬則在1992年6月通過決議，計劃對越南軍人和越南裔平民發動有計劃的屠殺，並於1992年12月開始對越南裔平民發動第一次游擊隊式攻擊，並宣稱部分平民其實是由越南軍人假扮，還以此為這場殺戮辯護。赤柬展開的大規模屠殺使得大約21000個當地越南人在1993年3月到越南逃難。
1994年8月，柬埔寨國民議會頒布新移民法，准許當局把非法移民遞解出境。联合国难民署認為這項法律針對柬埔寨的越南難民，令柬埔寨政府要在其後介入有關爭議，並保證當局不會把大批越南難民遞解出境。雖然赤柬繼續對越南裔平民發動零星攻擊，不過他們已經在1999年投降，然而當地越南人被柬埔寨社會歧視的現象卻一直持續下去，而且他們還會受到社會和政府機構威嚇，這種威嚇現象在大選期間和柬埔寨和越南發生爭議時會變得特別嚴重。

## 人口特徵

### 人口數目
| 人口史 | 人口史  |
| 年份   | 人口    |
| ------ | ------- |
| 1874年 | 4,452   |
| 1911年 | 79,050  |
| 1921年 | 140,225 |
| 1931年 | 176,000 |
| 1936年 | 191,000 |
| 1962年 | 218,000 |
| 1981年 | 8,197   |
| 1984年 | 56,000  |
| 1995年 | 95,597  |
| 1998年 | 96,597  |
| 2008年 | 72,775  |
| 2013年 | 14,678  |

一般而言，柬埔寨的越南人都集中在橫跨暹粒省、磅清揚省和菩薩省的洞里薩湖及湄公河沿岸地區定居，而人數較少的越南人社群也可以在金邊和柬埔寨東南部與越南接壤的波蘿勉省、柴楨省、貢布省、干丹省、桔井省和茶膠省找到。當地越南人人口在1962年達到頂峰，當年的政府人口普查顯示他們是該國人數最多的少數民族，佔全國人口的3.8%。文獻記載，諾羅敦·西哈努克曾在1965年對1962年的人口普查數據作出修正，並指出當時柬埔寨共有40萬名越南人人口。從事柬埔寨研究的學者麥可·維克里（Michael Vickery）估計，1986年當地越南人人口達20至30萬人。另一方面，1980年代柬埔寨政府進行的人口普查則估計當時當地越南人少於6萬人。右方的表格是根據歷年政府人口普查數據得出的越南裔柬埔寨人人口數據表。

### 宗教
當地越南人以大乘佛教徒、高台教徒或羅馬天主教徒自居。當地越南裔佛教徒一般而言都可以在洞里薩湖沿岸和柬埔寨郊區貧困的鄉鎮中找到。由於他們信奉的佛教教義和信仰受到中國民間信仰的影響，所以他們會在節慶期間參加由華人舉辦的宗教儀式。在1990年代之前定居柬埔寨的越南人家庭或多或少都已經開始跟從上座部佛教（高棉人的主要宗教）的習俗。

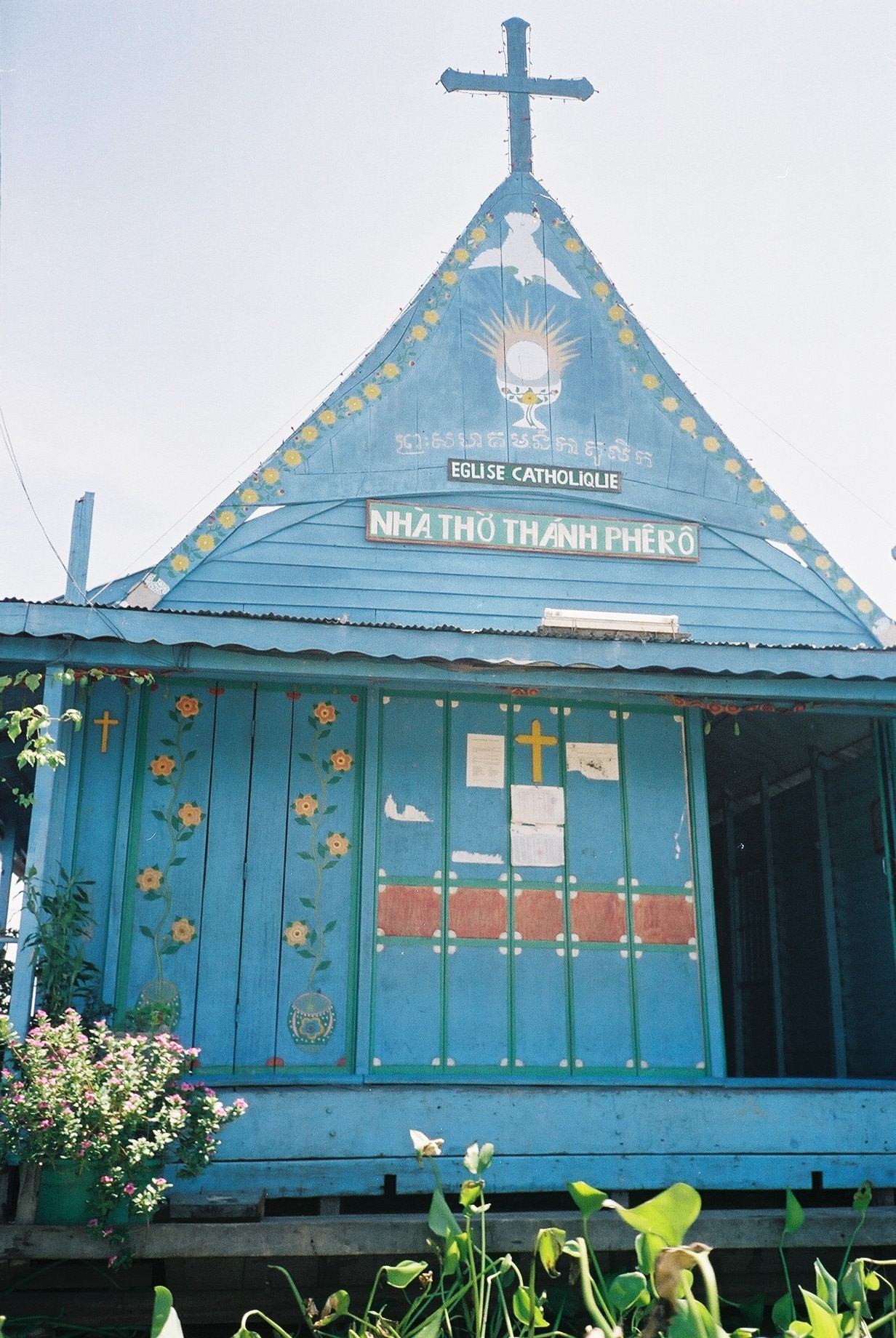
一家位於菩薩省哥哥縣磅隆鄉（Kampong Luong, Krakor）的越南天主教堂

當地越南裔天主教徒的祖先都是阮朝嗣德年間（1848年－1883年）為免遭受宗教迫害而逃到柬埔寨的天主教難民。這些天主教徒又可以分為住在金邊的城市居民和住在洞里薩湖沿岸的漁民。越南裔天主教徒約佔柬埔寨天主教徒總數的九成。在1960年代，該國天主教徒約有65000人。1970年3月，當地大部分越南裔天主教徒都被當局殺害或者遞解出境，趕回越南，而當地的天主教會一直到1990年才獲准重建。截至2005年，柬埔寨約有25000名天主教徒。
當地也有一小部分越南人信奉在1926年創立的高台教。高台教創立後頭幾年曾成功吸納越南裔和高棉信徒，不過後來柬埔寨王室頒令取締高台教，而柬埔寨民族主義者也開始迫害高棉裔高台教徒，因此自1930年代起，當地就只有越南人會信奉高台教。位於金邊毛澤東大道的高台教教會在1937年建成；到了1960年代，柬埔寨全國高台教徒總數已有7萬人。高台教曾被高棉共和國和民主柬埔寨政權取締，但在1985年重新獲得官方承認。至2000年，柬埔寨約有2000名高台教徒。

### 語言
整體而言，柬埔寨的越裔居民會講高棉語和越南語，而他們說這兩種語言的流利程度則各有不同。在洞里薩湖沿岸自給自足的漁業區生活的越南人會以越南語進行日常溝通，當中有的人只具備有限的高棉語會話能力，還有同時精通高棉語和越南語的人。另一邊廂，在人口以高棉語使用者為主的鄰里社區居住的越南人會把他們的子女送到公立學校上學，因此這些兒童能講一口流利的高棉語，理解越南語的能力卻顯得很有限。

### 教育
由史蒂凡·埃倫特勞特（Stefan Ehrentraut）等民族學家進行的田野調查發現，就讀公立學校的越南裔柬埔寨兒童為數甚少，而當地越南裔兒童當中公立學校學生所佔的比率則因省份而異。在磅清揚省和暹粒省，越南人濱河而居，這兩個省份的越南裔兒童當中，公立學校學生僅佔總數不到10%，比貢布、桔井等其他省份越南裔兒童入讀公立學校的比率更低。由於當地大部分越南人都沒有持有公民證，所以他們都無法為子女報讀公立學校。大部分能夠上學的越南裔兒童當中都只能在學校讀幾年書，而能夠完成高中課程的越南裔學生少之又少，這是因為這些學生的家長都無法負擔學費開支。越南裔學生也在課業上遇到困難，因為高棉語是學校唯一的授課語言，而在家裏講越南語長大的越南裔兒童只具備有限的高棉語能力。越南人社團和基督教團體會在洞里薩湖和湄公河沿岸一些越南人社區開設私人學校，這些私人學校會教授越南語，學生則以貧困家庭兒童居多。

## 經濟
有學識的越南裔柬埔寨人曾在法國殖民統治時期獲當地公務機構聘用，擔任秘書、文員和官員。柬埔寨在1953年獨立後，由西哈努克領導的政府淘汰大部分越南裔公務員，並由柬埔寨人取代他們，因此這些越南人便要到銀行和商業企業求職，應徵文員和其他辦公室職位。於1960年代，在當地城市定居，但教育程度較低的越南人會到由華裔商人擁有的汽車維修廠和機械維修廠當維修工人。在郊區定居的越南移民當中，有沿着洞里薩湖和湄公河作業的漁民，也有在磅湛省和桔井省工作的橡膠種植園工人。
由於當地大部分越南人都沒有國籍，所以他們都要從事建築業、回收業、色情業等各種非常規行業，或者成為流動小販，並以此謀生。沿着洞里薩湖和湄公河定居的越南人都是只能勉強餬口的漁民。當地有相當數量的無國籍越南人是在聯柬機構統治時期（1992年－1993年）移民到柬埔寨的越南移民。當地大多數越南人仍然活在貧窮線下，不過也有極少數越南人能躋身柬埔寨商界。周速光（Sok Kong）就是當中之一，他旗下的企業集團蘇基密集團（Sokimex）涉足的行業包括石油業、旅遊業、酒店業、交通運輸業、地產業、製造業和金融業，還擁有發售吳哥窟景區門票，並從此收取利潤的特權。

## 與社區和社會的關係

### 政府
幾乎90%的當地越南人都是柬埔寨的無國籍居民，他們都沒有持有身分證、出生證明書之類的公民證。1996年柬埔寨國籍法技術上容許在柬埔寨出生的越南裔居民申請柬埔寨國籍，不過他們卻會在這個過程當中遇到內政部中層官員的阻攔——這些官員一般而言都會拒絕為越南人進行公民登記，因為他們擔心如果他們這樣做的話，會引起反對派干涉的政治後果。也有一小部分越南裔居民取得當地公民權，不過他們在此之前必須向內政部官員行賄，或者和高棉人通婚。曾有報導指出內政部官員會沒收這一小撮越南裔柬埔寨公民持有的公民證。因此，由於當地大部分越南人都沒有柬埔寨公民權，所以他們受到法律禁制，無法享用公共醫療服務、接受教育、就業和購地置業。沒有國籍的越南人會在水上搭建浮村，而不會購買陸上住宅，因為要購買路上住宅，就要擁有當地的公民證。根據柬埔寨少數民族權益組織進行的田野調查，內政部官員會在洞里薩湖和越南裔漁民對峙，並要求他們繳納賄款，以換取他們捕魚的權利。

### 種族關係
越南過去統治柬埔寨的歷史引起高棉人一直以來對越南人的共同敵意，因此高棉人對越南人社群有着惡劣的觀感。高棉人將越南人稱為「阮」。此稱呼來自梵語詞「臾那」，義為異種，係占婆對越南之負面稱呼，後為高棉人所用。但反對派領袖桑蘭西、學者本·基爾南等人認為「阮」只是對越南人的代稱，並無貶義。
人類學家唐納德·威爾莫特（Donald Willmott）在1958年對金邊一所高中的學生進行的調查發現受訪者認為高棉人和華人的關係大致上很融洽，不過高棉人和越南人的關係卻不友好。相比而言，當時當地越南人和華人之間的關係要比高棉人和越南人的關係更好，因為兩者文化相近，當地華裔男人還會迎娶越南裔女人，這種情況在華人、越南人人口較多的金邊和柬埔寨東部特別常見。2013年埃倫特勞特進行的田野調查卻發現，當時不只是高棉人，占族人、華人與當地越南人之間關係也變得更惡劣。
由於當地大部分越南人都沒有柬埔寨公民權，因此鄉／分區理事會都不會有代表他們的成員。在埃倫特勞特的田野調查中，受訪者表示絕大部分柬埔寨鄉長、分區長和鄉級官員都蔑視越南人，所以他們也支持禁止越南人的代表獲取當地公民權，以及參加鄉／分區理事會的選舉和會議。越南人會自行為自己居住的村落委任村長，還會向在2003年創立的越裔柬埔寨人協會轉達越南人社群關心的議題。越裔柬埔寨人協會只擁有有限的財產，經費來源包括會員費、越南駐柬埔寨大使館的捐款和越南人社群轉售墳地的得益。這些經費會用來解決越南人社群關心的問題，包括支援越南人廟宇的運作、推廣越南語教育和援助貧困越南裔家庭。雖然當地越南人社群對越裔柬埔寨人協會的支持不言而喻，不過大部分當地越南人都不想加入這個協會，因為他們擔心自己加入協會後，就會被柬埔寨主流社會污辱。截至2013年，越裔柬埔寨人協會已在柬埔寨23個省份當中的19個省份開設分會。

### 政治
自1993年大選以來，越南人定居柬埔寨的現象便一直是柬埔寨部分政黨在大選中為了爭取選民支持而提出的其中一個議題。參加1993年大選的主流政黨包括奉辛比克黨、佛教自由民主黨和高棉爭取民族自由解放運動，這些政黨在競選活動中既提出關於越南人定居柬埔寨和越南看似干預政府運作的課題，也指控越南人在柬埔寨定居是柬埔寨經濟失敗的原因，並承諾如果他們在大選中勝出，他們就會把越南人驅逐出柬埔寨。與此同時，已表態拒絕參與當屆大選的赤柬也有類似的反越南情緒，不過和主流政黨不同的是，他們展現這種情緒的手法更為極端。赤柬會藉助聲明和電台廣播指控聯柬機構勾結越南，並呼籲動用武力驅趕當地的越南人。接着他們又對越南裔平民發動襲擊，這些襲擊在當屆大選結束後仍會繼續發生。
1998年大選期間，奉辛比克黨和當時剛成立的桑蘭西黨都在競選活動中反覆運用反越南的言詞為自己的政黨拉票。奉辛比克黨領袖諾羅敦·拉那烈和桑蘭西既指控一些本來沒有國籍的越南人向政府官員行賄，並獲得柬埔寨公民權，也指控越南政府對執政黨柬埔寨人民黨（人民黨）仍然具有政治影響力。針對越南裔平民的暴力襲擊事件數目也在同時上升，發動這些襲擊的人包括赤柬的殘餘勢力和類似的柬埔寨平民。帶有政治動機，且針對越南裔平民的暴力事件在2000年之後已有減少，而反對黨也在隨後2003年和2008年兩屆大選中減少運用反越南言論。2009年10月，桑蘭西指控越南在邊界劃分的過程當中侵佔柬埔寨國土，還率領一群社運人士到柴楨省拔去越柬邊界的界樁。雖然桑蘭西因此而在缺席審訊的情況下被法庭判監，不過這件事件卻成為2013年大選柬埔寨救國黨（救國黨）競選活動的一大焦點。救國黨領袖不但宣示歷史上柬埔寨對下高棉的主權，還鼓動救國黨支持者的反越南情緒。救國黨在2013年大選中以微差落敗之後，便在2013年至2014年期間發動多次反政府示威，並引起越南人在金邊開設的商店被搶劫的事件。
當地絕大多數越南人都支持人民黨，當中擁有柬埔寨國籍的越南人會在大選中投票給人民黨。該國其他政黨強烈的反越南情緒是驅使當地越南人支持人民黨的主因。雖然人民黨很多普通黨員和其他政黨一樣都有反越南的情緒，不過該黨卻一直對越南裔社群公開表達中立的態度。埃倫特勞特指出，人民黨一方面不公開支援越南裔社群，以免引起流失選票，選票外流到其他政黨的潛在後果；另一方面他們也要維繫和越南政府之間的關係（這段歷史關係可以追溯到1979年）。該黨中立的取態就是為了兼顧這兩方面的情況。擁有柬埔寨國籍的越南人也憂慮他們的人身安全會在選舉期間受到威脅，這種情況在1993年和2013年兩次大選當中顯而易見——越南裔平民的人身安全先在1993年大選期間受到赤柬的威脅，又在2013年大選期間受到救國黨支持者的威脅，他們還在這兩屆大選中放棄投票權。

## 腳註
1. 1 2 3  Pen & Heng 2014，第12頁
2. ↑  Corfield 2009，第3頁
3. ↑  Choi 2004，第53頁
4. ↑  陳重金 1992，第307-310頁
5. ↑  Kuhnt-Saptodewo 1997，第154頁
6. ↑  Corfield 2009，第17-18頁
7. ↑  Corfield 2009，第28頁
8. 1 2  Schliesinger 2015，第259頁
9. ↑  Corfield 2009，第40頁
10. ↑  Ehrentraut 2013，第50頁
11. 1 2  Willmott 1967，第35頁
12. 1 2  Schliesinger 2015，第260頁
13. 1 2 3  Tabeau 2009，第48頁
14. ↑  Ehrentraut 2013，第56頁
15. ↑  Heder & Ledgerwood 1995，第154頁
16. ↑  Heder & Ledgerwood 1995，第135頁
17. ↑  Heder & Ledgerwood 1995，第62頁
18. ↑  Heder & Ledgerwood 1995，第63頁
19. ↑  Heder & Ledgerwood 1995，第94頁
20. ↑  Heder & Ledgerwood 1995，第95頁
21. ↑  Heder & Ledgerwood 1995，第262頁
22. ↑  Amer 2013，第95頁
23. 1 2 3 4  Goscha 2008，第5頁
24. 1 2 3 4 5 6  Schliesinger 2015，第261頁
25. ↑  Ehrentraut 2013，第30頁
26. ↑  Willmott 1967，第107頁
27. 1 2  Ehrentraut 2013，第71頁
28. ↑  Willmott 1967，第90頁
29. 1 2  Ang 2014，第10頁
30. 1 2  Willmott 1967，第34頁
31. 1 2  Post Staff 2005
32. ↑  Harris 2008，第166頁
33. ↑  Harris 2008，第136頁
34. ↑  Harris 2008，第276頁
35. 1 2  Ehrentraut 2013，第79頁
36. ↑  Heder & Ledgerwood 1995，第136頁
37. ↑  Ehrentraut 2013，第80頁
38. ↑  Ang 2014，第11頁
39. ↑  Ehrentraut 2013，第81頁
40. ↑  Ehrentraut 2013，第82頁
41. ↑  Corfield 2009，第21頁
42. ↑  Ehrentraut 2013，第78頁
43. ↑  Heder & Ledgerwood 1995，第137頁
44. 1 2  Ehrentraut 2013，第85頁
45. ↑  Olszewski 2011
46. ↑  SHR 2015
47. ↑  Hul 2014
48. ↑  Ehrentraut 2013，第75頁
49. 1 2  Ehrentraut 2013，第72頁
50. ↑  Ehrentraut 2013，第77頁
51. ↑  Ang 2014，第18頁
52. ↑  Hutt 2016.
53. ↑  Corfield 2009，第188-189頁
54. ↑  Willmott 1967，第42頁
55. ↑  Ehrentraut 2013，第76頁
56. ↑  Ehrentraut 2013，第83頁
57. ↑  Ehrentraut 2013，第73頁
58. ↑  Heder & Ledgerwood 1995，第199-200頁
59. ↑  Heder & Ledgerwood 1995，第66頁
60. ↑  Ehrentraut 2013，第90頁
61. ↑  Amer 2013，第93頁
62. ↑  Amer 2013，第94頁
63. ↑  Ehrentraut 2013，第62頁
64. ↑  Willemyns 2014, Murray 2014
65. ↑  Ang 2014，第20頁
66. ↑  Ehrentraut 2013，第91頁
67. ↑  Amer 2013，第91頁
68. ↑  Ang 2014，第16頁

### 書籍
- Choi Byung Wook. . SEAP Publications. 2004. ISBN 0-87727-138-0.
- Corfield, Justin. . ABC-CLIO. 2009. ISBN 0313357234.
- Harris, Ian. . University of Hawaii Press. 2008. ISBN 0824832981.
- Heder, Stepher R.; Ledgerwood, Judy. . M.E. Sharpe. 1995. ISBN 0765631741.
- Kuhnt-Saptodewo, Sri. . Otto Harrassowitz Verlag. 1997. ISBN 3447039582.
- Schliesinger, Joachim. . Booksmango. 2015. ISBN 1633232379.
- Willmott, William E. . Publications Centre: University of British Columbia. 1967. ISBN 0774844418.
- 陳重金; 戴可來譯. . 北京: 商務印書館. 1992-12. ISBN 9787100004541.

### 報告、期刊
- Amer, Ramses.  (PDF). Asia-Pacific Social Science Review (Institute for security and development policy, Sweden). 2013, 3 (2): 87–101  [2015-05-01]. （原始内容存档 (PDF)于2015-04-02）.
- Ang, Chanrith.  (PDF). Minority Rights Organisation. 2014-03  [2 March 2015]. （原始内容存档 (PDF)于2016-03-04）.
- Ehrentraut, Stefan.  (PDF). Asia-Pacific Social Science Review (Universität Potsdam). 2013  [1 March 2015]. doi:10.1080/01419870.2010.537359. （原始内容 (PDF)存档于2015-04-02）.
- Goscha, Christopher E.  (PDF). Modern Asian Studies (Cambridge University Press). 2008: 1–40  [1 March 2015]. doi:10.1017/S0026749X0800351X. （原始内容 (PDF)存档于2013-12-30）.
- Kiernan, Ben. . Journal of Genocide Research. 2001-06, 3 (2): 187–206. doi:10.1080/14623520120062402.
- Pen Socheat and Heng Phally.  (PDF). National Institute of Statistics, Ministry of Planning, Government of Cambodia. 2014-07  [2015-01-16]. （原始内容 (PDF)存档于2016-11-13）.
- Tabeau, Ewa.  (PDF). Extraordinary Chamber in the Courts of Cambodia. 2009-09-30  [2015-03-01]. （原始内容存档 (PDF)于2015-04-02）.

### 新聞報道、網站
- . Sokha Hotels & Resorts. 2015  [2015-08-05]. （原始内容存档于2015-07-31）.
- Hul, Reaksmey. . The Cambodia Daily. 2014-11-27  [2015-08-05]. （原始内容存档于2015-08-05）.
- Hutt, David. . The Diplomat. 2016-06-23  [2021-10-15]. （原始内容存档于2021-10-29）.
- Murray, Bennett. . Phnom Penh Post. 2014-02-14  [2015-08-02]. （原始内容存档于2015-09-24）.
- Olszewski, Peter. . Phnom Penh Post. 2011-12-09  [2015-03-07]. （原始内容存档于2015-04-02）.
- Post Staff. . Phnom Penh Post. 2005-03-25  [2015-02-27]. （原始内容存档于2015-04-02）.
- Willemyns, Alex. . The Cambodia Daily. 2014-08-14  [2015-08-02]. （原始内容存档于2015-12-22）.